# Le Pinacle (berg i Kanada, Québec, lat 45,05, long -72,74)
Le Pinacle är ett berg i Kanada.   Det ligger i provinsen Québec, i den sydöstra delen av landet, 240 km öster om huvudstaden Ottawa. Toppen på Le Pinacle är 703 meter över havet.
Terrängen runt Le Pinacle är varierad. Närmaste större samhälle är Sutton, 11,4 km nordost om Le Pinacle.
Omgivningarna runt Le Pinacle är en mosaik av jordbruksmark och naturlig växtlighet. Runt Le Pinacle är det glesbefolkat, med 14 invånare per kvadratkilometer.